# Hotel Admiralspalast w Zabrzu
Hotel Admiralspalast w Zabrzu (po II wojnie światowej hotel Prezydent, następnie Przodownik i Monopol) – hotel z 1927 roku w Zabrzu, przy ul. Wolności 305, wpisany do rejestru zabytków nieruchomych województwa śląskiego. 

## Historia
Na niewielkiej głębokości pod budynkiem przebiega wykuta w skale Główna Kluczowa Sztolnia Dziedziczna, jednak bezpośrednio nad nią znajdują się kurzawki. Pierwotnie w tym miejscu stała kamienica, mieszcząca również hotel (Fleischer Hotel), która runęła w 1916 r. być może właśnie na skutek niestabilności gruntu. Dlatego za podstawę budynku późniejszego hotelu posłużyła betonowa płyta o grubości 2 m.
Hotel został zaprojektowany przez berlińskich architektów Richarda Bielenberga i Josefa Mosera  w stylu modernistycznym z elementami sztuki art deco. Budowa, rozpoczęta w 1924 r., trwała cztery lata. Był oddawany do użytku etapami: 22 maja 1926 roku uruchomiono Piwiarnię Bawarską („Bayrisches Braustübl”) na ok. 250 miejsc, w październiku 1926 roku zostało uruchomione pierwsze piętro, na którym mieściła kawiarnia, restauracja oraz sala balowa na 500 osób. Piętra od 2. do 4. zajmowało 48 pokoi hotelowych. Każdy pokój wyposażony był w umywalkę z bieżącą wodą. Ogród na dachu hotelu z kręgiem tanecznym dla 350 gości, został oddany do użytku 25 grudnia 1927 roku.
Budynek stoi na działce zwężającej się ku północnemu zachodowi. Znajdujący się na tym kierunku narożnik jest zaokrąglony i poprzez szereg detali architektonicznych zaakcentowany jako charakterystyczny, główny element budynku. Wertykalna struktura architektoniczna tej części fasady nawiązywała do ówczesnej architektury ekspresjonistycznej. Wyróżnia się tu metalowy fragment elewacji na drugiej i trzeciej kondygnacji oraz wieńcząca narożnik kopuła o średnicy 11 metrów. Elewacje boczne zdobią płaskorzeźby ludzkich głów symbolizujące przedstawicieli ras pięciu kontynentów.
Po II wojnie światowej, do 1995 r., w obiekcie dalej funkcjonował hotel, kolejno pod nazwami "Przodownik" i "Monopol". Na parterze przez dłuższy czas działała placówka bankowa.
W 2012 roku obiekt, należący do Wojewódzkiego Przedsiębiorstwa Usług Turystycznych (WPUT) w Katowicach, był remontowany w celu ponownego otwarcie obiektu dla gości. Prace jednak wkrótce przerwano, a w 2020 r. WPUT wystawił obiekt do sprzedaży za cenę 4 mln zł. Ostatecznie dawny hotel kupiło w styczniu 2022 r. za kwotę 3,5 mln zł miasto Zabrze. Obiekt ma przejść gruntowny remont według projektu znanego w Polsce architekta i urbanisty Tomasza Koniora. Koszt renowacji wynosi 53 mln zł.